# Sân bay Abbeville - Buigny-Saint-Maclou
Sân bay Abbeville - Buigny-Saint-Maclou (tiếng Pháp: Aérodrome d'Abbeville - Buigny-Saint-Maclou) (IATA: XAB, ICAO: LFOI) là một sân bay phục vụ Abbeville và nằm ở Buigny-Saint-Maclou, 4 km về phía bắc đông bắc của Abbeville, cả hai đều thuộc tỉnh Somme trong vùng Picardie của nước Pháp.